# Bacdafucup
Bacdafucup — дебютный студийный альбом американской хардкор-рэп-группы Onyx, выпущенный 30 марта 1993 года лейблами JMJ Records, Rush Associated Labels и Chaos Recordings. Альбом был спродюсирован Chyskillz, Jam Master Jay и Kool Tee.
Bacdafucup достиг 17 места в чарте Billboard 200 и 8 места в чарте Top R&B/Hip Hop Albums в американском журнале Billboard. Альбом был сертифицирован как «платиновый» 25 октября 1993 года.
В 1994 году за альбом Bacdafucup группа Onyx была номинирована на церемониях American Music Awards и The Source Hip Hop Music Awards, и победила в номинации «Лучший рэп-альбом» на церемонии Soul Train Music Awards.
Альбом содержит 3 сингла, которые попали в чарты журнала Billboard: «Throw Ya Gunz», «Slam» и «Shifftee». Первый сингл, «Throw Ya Gunz», стал перекрёстным радиохитом. Их прорывной сингл, «Slam», который получил большую трансляцию на радио и телевидении, включая BET и MTV, достиг 4 места в чарте Billboard Hot 100, и был сертифицирован как «платиновый» 10 августа 1993 года.
Bacdafucup — новаторский хип-хоп-альбом, который принёс в хип-хоп слэм, манеру исполнять песни мрачным голосом и моду брить голову наголо.

## Предыстория
Fredro Starr, Big DS и Suave (также известный как Sonny Seeza) встретили Джем Мастер Джея в автомобильной пробке на ежегодном фестивале The Jones Beach GreekFest Festival for the African-American College students 13 июля 1991 года. Джей дал им около двух месяцев, чтобы сделать демозапись. Suave и Big DS не смогли прийти на студию, они находились в штате Коннектикут, потому что они были замешаны в деле с ограблением. Поэтому Jeff Harris, менеджер Onyx, попросил Фредро прийти на студию со своим кузеном, Кирком Джонсом, который на тот момент делал сольную карьеру под именем Trop и работал в парикмахерской, делая тысячу долларов в неделю, постригая волосы старшеклассников. Фредро и Стики записали две песни: «Stik 'N' Muve» и «Exercise».
«…Когда мы пришли в студию, мы сделали две записи. Одна из них называлась 'Stick and Move', а другая называлась 'Exercise'. И обе эти записи были сумасшедшими! Когда Джей услышал песни, он сказал: „Йоу, я люблю эту группу“».
 Фредро и Джей были в машине Джея и слушали демо-кассету Onyx. Как только Джей услышал песню «Stik 'N' Muve», он сказал: «Что это такое! Прибавь громкости! Это то, о чём я говорю! Мне нужно 12 песен наподобие этой». И вот как Стики присоединился к группе, поскольку Джей сказал: «Если Стики не будет в группе, не будет никакой группы!». Сначала Джем Мастер Джей подписал группу на свой лейбл JMJ Records на выпуск сингла, затем на выпуск EP, но они сделали 10 песен на бюджет 6 песен, поэтому Расселл Симмонс подписал с ними контракт на выпуск полноценного альбома.

## Псевдонимы
На альбоме участники группы появились с псевдонимами:
- Fredro Starr называл себя The villain. Mickey Billy.
- Sticky Fingaz объяснял свой псевдоним как «Всё, к чему я прикасаюсь, я беру» («Everything I touch I take»)
- Suave расшифровывал свой псевдоним как «Сонни Сиза обманит тебя на деньги, ловкий в твоём холодильнике» («Sonny Caesar the money greazer, collin' in ya freezer»)
- Big DS называл себя «Big D.S. из гетто» («Big D.S. from the ghetto»)

## Запись альбома и продакшн
В 1991 году, несмотря на упрёки со стороны Фредро, музыкальный продюсер группы Onyx, битмейкер B-Wiz, продаёт свою драм-машину SP-12 и уезжает в Балтиморе, чтобы продавать там крэк, и в конечном итоге его там убивают. Таким образом все записи Onyx были утеряны.
«…Когда я встретил Jam Master Jay, я сказал об этом B-Wiz, который занимался своими делами, продавал крэк, и собирался уехать в Балтимор. Я сказал ему, 'Йоу, не уезжай на юг, я только что встретился с Jam Master Jay'. Он уехал на юг, он был убит. Когда он был убит, мы потеряли эти записи. Когда мы потеряли эти записи, это был конец».

Поэтому группа нуждалась в новом музыкальном продюсере. В книге Брайана Колмана Check the Technique Фредро описал, как группа Onyx встретила их нового продюсера:
«…Однажды мы встретились с Chyskillz на проспекте Jamaica Avenue. Мы покупали травку в условном месте и Chyskillz, догоняя мой грузовик на улице, кричал, 'У меня есть биты!'. Его материал тогда был джазовым, похожим на то, что делает группа A Tribe Called Quest, но было жарче. Я знал, что он мог изменить все биты. Мы притащили его в нашу зону и заставили его сделать какой-нибудь грязный бит».
Chyskillz был основным продюсером альбома, он спродюсировал 16 из 18 песен. Самый первый трек, который Chyskillz спродюсировал для Onyx, был трек «Nigga Bridges».
Jam Master Jay присутствовал на студиях во время записи абсолютно каждой песни и руководствовался группой в процессе записи альбома, прилагая свою руку как продюсера ко многим трекам. Но, несмотря на это, он в основном позволил Onyx и Chyskillz делать своё дело. Стики вспоминает покойного, великого JMJ: «Джей был очень практичен. Он всегда был на студии с нами. Мы узнали всё от него. Он был нашим наставником».
Друг Jam Master Jay, Kool Tee, также известный как участник рэп-групп Solo Sounds и The Afros, спродюсировал два трека на альбоме: «Atak Of Da Bal-Hedz» и «Da Nex Niguz».
Jeff Harris, менеджер группы Onyx, был окредитован как продюсер трёх песен этого альбома: «Blac Vagina Finda», «Nigga Bridges» и «Stik 'N' Muve», но на самом деле он был просто менеджером группы со времён выхода первого сингла в 1990 году, и после выхода первого альбома их пути разошлись.
Запись альбома началась в сентябре 1991 года и закончилась в июле 1992 года. Именно тогда в июле 1992 года Фредро Старр снимался в фильме Strapped, и он уходил со съёмочной площадки в студию, чтобы записывать альбом. Альбом записывался на 7 различных студиях Нью-Йорка.
Во время записи альбома Фредро Старр и Стики Фингаз по-прежнему работали в парикмахерской Nu Tribe Barber Shop на Джамайка Авеню в Куинсе до тех пор, пока они не услышали по радио их песню «Throw Ya Gunz» в ноябре 1992 года.

Фредро раскрывает очень интересный факт о состоянии сознания группы при записи альбома Bacdafucup:
«…В то время, когда мы записывали альбом, ниггеры сидели на ЛСД всё время. Мы принимали ЛСД в виде квадратиков с рисунками, также принимали в виде таблеток, в течение записи всего альбома. Но это только творческая сторона создания музыки. Мы были как Джими Хендрикс. И благодаря ЛСД нам удавалось сохранять нашу энергию на высоком уровне. У нас как будто была аккумуляторная батарея. ЛСД наше секретное оружие. Это то, что держало нас творческими».

## Концепция названия альбома
Титульный трек, «Bacdafucup», был одним из первых треков, сделанных группой. Сначала это был просто скит, затем они сделали интро и видео на него, а затем они сделали полную песню («Onyx Is Here»). Как только они сделали эту песню, она дала им направление, она словно описала то, что они чувствовали: вся индустрия должна была посторониться. Das EFX, Naughty By Nature и Cypress Hill должны были посторониться.
Написание слова «Bacdafucup», также как и фраза «United States Ghetto», была придумана Suave (также известным как Sonny Seeza).
В 2016 году граффити-сообщество FreshPaintNYC вновь посетило место съёмок видеоклипа на песню «Bacdafucup»: Shinbone Alley south, Нохо, Нью-Йорк.

## Лирика
Каждая песня на Bacdafucup объясняет аспект жизни для этих самопровозглашённых Afficial Nastee Niguz. Первый сингл «Throw Ya Gunz» символизирует собой ямайскую традицию стрельбы из пистолета в воздух как проявление уважения к людям с микрофоном («buc buc like ya just don’t care»).

«USG», расшифровывается как «Соединённые Штаты Гетто», и подчёркивает свою убежденность в том, что независимо от того, в какой город вы идёте, вы обнаружите, что все гетто в этой стране схожи. Группа Onyx говорит о трудностях, с которыми вы сталкиваетесь, когда живёте в гетто. 
«…Мы говорили о жизни в United Statez Ghetto (U.S.G.), о трудностях в гетто. Мы говорили за гетто: речь шла не только о том, чтобы грабить людей, потому что это то, что делают люди в гетто, это одна из частей этой жизни».
На другом треке группа Onyx изменила старую детскую песенку «London Bridge» на «Nigga bridges falling down». Другой трек «Bichasbootleguz» напрямую описывает отношение группы к индустрии бутлегеров, так называемых пиратов. «Stik 'n Move» находится на пути к тому, чтобы стать национальных гимном ворующих детей. «Atak of Da Bal-Hedz» в значительной степени отображает безумный метод Onyx — заряжаться энергией и крушить всё вокруг.
Также на этом альбоме группа Onyx изменяет написание некоторых слов. Например, у них была песня под названием «Phat ('N' All Dat)». Sticky Fingaz придумал слово «phat». В 1992 году Расселл Симмонс взял слово и сделал из него линию одежды Phat Farm.
Альбом содержит огромное количество ненормативной лексики, что само по себе помешало исполнять песни в эфире различных радиостанций. Однако песня «Slam» звучала буквально повсюду, и видеоролик на неё, выпущенный 5 днями ранее до выхода альбома, транслировался по всем каналам, включая BET и MTV.

## Обложка альбома
Sticky Fingaz придумал идею использовать плексиглас для создания обложки альбома и для видеоклипа на песню «Throw Ya Gunz». Участники группы стояли на плексигласе в то время, как фотограф делал снимки. Стики хотел, чтобы люди увидели группу из-под ботинок.

## Синглы
Было выпущено 4 сингла на песни из этого альбома: «Throw Ya Gunz», «Slam», «Shifftee» и «Da Nex Niguz»/«Da Nex DingDong».
Первый сингл, «Throw Ya Gunz», был выпущен 27 ноября 1992 года. Песня символизирует собой ямайскую традицию стрельбы из пистолета в воздух как проявление уважения к людям с микрофоном. Спродюсированный Chylow Parker, сингл «Throw Ya Gunz» был успешным и попал в 4 чарта американского журнала Billboard, в том числе дебютировал на 1 месте в чарте Hot Rap Singles, где продержался на этом месте в течение двух недель. Также сингл стал успешным и в Великобритании, где он достиг 34 места в чарте UK Top 40 в 1993 году.
Песня была использована в качестве промо для 18 сезона американского анимационного ситкома South Park. Песня была засэмплирована более чем 50 рэп-артистами, включая Jeru The Damaja, The Notorious B.I.G., Eminem, Vinnie Paz и A$AP Mob.
Второй сингл, «Slam», был выпущен 11 мая 1993 года. Эта песня ввела в хип-хоп слэм. «Slam» был прорывным синглом Onyx, который достиг 4 места в чарте Billboard Hot 100, и стал вторым синглом группы, который достиг 1 места в чарте Hot Rap Singles, где он находился в течение двух недель. Сингл был сначала сертифицирован как «золотой» 7 июля 1993 года, прежде чем был сертифицирован как «платиновый» 10 августа 1993 года. Согласно Фредро Старру, за всё время было продано около 5 миллионов копий сингла. Песня была засэмплирована более чем 25 рэп-артистами, включая GZA, Eminem, PMD, Shaquille O'Neal и Krazy Drayz of Das EFX.
Третий сингл, «Shifftee», был выпущен 30 августа 1993 года. Песня о том, чтобы быть грязными и иметь это эхо в мириаде жизненных ситуаций. Спродюсированный Chyskillz и Jam Master Jay, «Shifftee» был не таким успешным, как первые два сингла, но ему всё же удалось попасть в 5 разных чартов журнала Billboard, достигнув 2 места в чарте Hot Rap Singles. Песня была засэмплирована несколькими рэп-исполнителями, включая Mad Skillz, Raekwon, Marco Polo и Noreaga.
Четвёртый сингл, «Da Nex Niguz»/«Da Nex DingDong», был выпущен 14 ноября 1993 года. Он сопровождался выпуском видео на него.

## 25-я годовщина
Несколько разных СМИ написало статьи, посвящённые 25-й годовщине выпуска альбома. Ша Би Алла из The Source сказал: «Группа Onyx сделала свою заявку на известность своим товарным знаком 'безумная рожица', бритыми головами и манерой одеваться во всё чёрное. Многие подражатели пришли после этих парней, но их след в игре определённо не имеет себе равных. Приветствуйте Фредро, Стики, Сизу, и пусть покоится с миром Big DS».
Пол Меара из AmbrosiaForHeads сказал «Вплоть до выхода 30 марта альбома Bacdafucup, их лидирующим синглом был 'Throw Ya Guns', выпущенный в ноябре 1992 года. Он стал примером жестокого и угрожающего музыкального стиля Onyx и стал предвестником, возможно, самого известного сингла группы 'Slam', который в конечном итоге достигнет 4 строчки в чарте Billboard Hot 100».
Вин Рикан, автор программы Wax Only, которая выходит на YouTube канале Лос-Анджелесской радиостанции KPWR, создал микс, состоящий из ударных, использованных для создания альбома Bacdafucup.
Видеографер из Бронкса, Олизе Форел, создал анимацию из обложки дебютного альбома Onyx.

## Появление в фильмах и на телевидении
- Песня «Throw Ya Gunz» появилась в 1993 году в удостоенной наградой драме Фореста Уитакера Strapped, и в видеоигре Def Jam Vendetta 2003 года.
- Песня «Slam» использовалась в фильмах, таких как How High и телевизионных шоу, таких как Шоу Кливленда, Сегодня вечером с Джимми Фэллоном и Lip Sync Battle, а также в многочисленных рекламных роликах, включая Nike, ESPN, SoBe и Gatorade. Песня была включена в саундтрек к баскетбольному симулятору NBA 2K18.
- Песня «Shifftee» была использована в фильмах о скейтбординге: New World Order (1993) и Stene 6-1 (2011).
- 5 песен из альбома Bacdafucup были включены в удостоенную наградой драму Фореста Уитакера Strapped: «Throw Ya Gunz», «Bichasniguz», «Nigga Bridges», «Bacdafucup», «Attack of Da Bal-Hedz»[27].
- Песня «Bust Dat Ass» была исполнена группой The Roots на шоу Сегодня вечером с Джимми Фэллоном, когда ведущий Джимми Фэллон объявил выход актёра Чарли Дэя 14 февраля 2017 года.
- Eminem появился в футболке Bacdafucup в документальном фильме The Defiant Ones телеканала HBO в 2017 года[28].

## Приём критиков
| Оценки критиков      | Оценки критиков |
| Источник             | Оценка          |
| -------------------- | --------------- |
| Rolling Stone        | [ 29 ]          |
| The Source           | [ 30 ]          |
| Allmusic             | [ 31 ]          |
| Robert Christgau     | C+              |
| Entertainment Weekly | A−              |
| Rate Your Music      | [ 34 ]          |
| RapReviews           | [ 35 ]          |
| Escobar300           | [ 36 ]          |
| HipHop4Real          | [ 37 ]          |

Альбом получил положительные оценки от критиков. Rolling Stone сказал «…Четверо бритоголовых из Куинса, Нью-Йорка, с Jam Master Jay из Run-D.M.C. в качестве сопродюсера, своими угрозами вызывают монолитный шум старой школы, толстый как кирпич и холодный как айсберг….».
Джеймс Бернард из Entertainment Weekly оценил альбом как A-, сказав «…хип-хоп с кулаками с сырыми битами и четырьмя маниакальными MC, конкурирующими за центральную сцену. Конфронтационная позиция Оникса настолько завышена, что их энтузиазм становится заразным…».
Гетто Коммуникатор из The Source дал альбому 3 с половиной звезды из 5, сказав «…крайне опасное видение мерзости, которое не для чувствительных … лирическая химия между Sticky Fingaz и Fredro Starr в сочетании с высшим продакшеном от Chyskills (старого друга Large Professor) и Kool Tee выводит песни на орбиту и оставляет вас открытым для большего…».
Spin написал: «…Посторонитесь, мазафакеры! Onyx здесь!'…Когда джентльмены из Onyx умолят вас об этом, было бы в ваших же интересах прислушаться к их желаниям и действительно уйти по их просьбе… Onyx рифмует жёстко, как и следует…».
Гил Гриффин из американской газеты The Washington Post написал, что тексты песен Onyx’а об избиениях, ограблениях и стрельбе из пистолета возможно являются реальностью, а не выдумкой.
Стив 'Флэш' Джуон из RapReviews дал альбому 8 из 10, отметив: «В основном плюсов на этом альбоме много для поклонников хардкор-рэпа, со Sticky Fingaz, обеспечивающим необходимое комическое облегчение, если и когда всё становится слишком серьёзным. Помимо шести ненужных пародий и нескольких одноразовых песен, которые не соответствуют высоким стандартам самой группы, „Bacdafucup“ — солидный дебютный альбом для Onyx от начала до конца».
Вик Да Рула из Escobar300 дал альбому 10 из 10, сказав при этом «…Этот альбом — это всё, что олицетворяло рэп-сцену Восточного побережья в то время — гнев, энергичность. Этот альбом настолько сырой и суровый, насколько это возможно. Если у вас его нет, значит, вы многое потеряли!»
Дидаб из Time Is Illmatic сказал «Jam Master Jay настаивал на том, чтобы Sticky Fingaz был добавлен в Onyx. Нет никаких сомнений в том, что самопровозглашенный 'безумный автор страданий' является главным эмси и несёт лирическую нагрузку на протяжении всего BacDaFucUp. Во главе со Sticky, оживлённые гиперэнергетические и ужасающие гангстерские рифмы Onyx, смешанные с качеством и последовательно тёмным продакшеном, делают BacDaFucUp в целом солидным альбомом и очень интересным для прослушиванием».

## Публикации в изданиях
В 1998 году журнал The Source назвал альбом одним из 100 лучших рэп-альбомов. В 1999 году редакторы журнала Ego Trip занесли альбом в их список 25 величайших хип-хоп-альбомов 1993 года в книге Ego Trip’s Book of Rap Lists. В 2005 году веб-сайт DigitalDreamDoor поместил альбом в список 100 самых недооценённых рэп-, хип-хоп-альбомов. В 2005 году альбом был разбит по трекам группой Onyx в книге Брайана Колмана Check the Technique. В 2010 году журнал Complex занёс альбом в их список Сделайте это снова: когда рэперы переделали обложки своих альбомов. В 2012 году журнал Complex занёс альбом в их список 50 лучших названий рэп-альбомов за всю историю. В 2013 году журнал Spin добавил альбом в их список 50 лучших рэп-альбомов 1993 года. В 2015 году веб-сайт DigitalDreamDoor выбрал альбом как один из 100 величайших альбомов 1993 года.
| Издание          | Страна | Похвала                                                           | Год  | Позиция |
| ---------------- | ------ | ----------------------------------------------------------------- | ---- | ------- |
| The Source       | США    | 100 лучших альбомов                                               | 1998 | *       |
| Ego Trip         | США    | 25 величайших хип-хоп-альбомов 1993 года                          | 1999 | 8       |
| DigitalDreamDoor | США    | 100 самых недооценённых рэп-, хип-хоп-альбомов                    | 2005 | 41      |
| Complex          | США    | Сделайте это снова: когда рэперы переделали свои обложки альбомов | 2010 | *       |
| Complex          | США    | 50 лучших названий рэп-альбомов когда-либо                        | 2012 | 18      |
| Spin             | США    | 50 лучших рэп-альбомов 1993 года                                  | 2013 | *       |
| DigitalDreamDoor | США    | 100 величайших альбомов 1993 года                                 | 2015 | 78      |

## Список композиций
| #  | Название               | Исполнитель | Продюсер(ы)                                           | Музыкант(ы)                                                                  | Семпл(ы) | Длительность |
| -- | ---------------------- | --- | ----------------------------------------------------- | ---------------------------------------------------------------------------- | --- | ------------ |
| 1  | «Bacdafucup»           | - Sticky Fingaz, Fredro Starr | Chyskillz & Jam Master Jay                            | Chyskillz                                                                    | | 0:48         |
| 2  | «Bichasniguz»          | - Первый куплет: Fredro Starr - Второй куплет: Big DS - Третий куплет: Suave - Четвёртый куплет: Sticky Fingaz | Jam Master Jay & Chyskillz                            | Chyskillz & Jam Master Jay                                                   | - «Anti Climax» by Lee Morgan (Excerpt) - «Overnight Sensation» by Avalanche - «Get Off Your Ass and Jam» by Funkadelic - «A Bitch Iz a Bitch» by N.W.A | 3:54         |
| 3  | «Throw Ya Gunz»        | - Первый куплет: Fredro Starr - Второй куплет: Suave - Третий куплет: Sticky Fingaz - Заключение: Onyx | Chyskillz                                             | Chyskillz                                                                    | - «Nautilus» by Bob James - «It’s a New Day» by Skull Snaps - «Escape-Ism» by James Brown - «Last Night Changed It All (I Really Had a Ball)» by Esther Williams - «Ah, and We Do It Like This» by Onyx                                                                                     | 3:16         |
| 4  | «Here 'N' Now»         | - Вступление: Onyx - Первый куплет: Suave - Второй куплет: Fredro Starr - Третий куплет: Sticky Fingaz - Заключение: Onyx | Chyskillz                                             |                                                                              | - «Feel Like Making Love» by Bob James | 3:40         |
| 5  | «Bust Dat Ass»         | - Fredro Starr, Sticky Fingaz, Suave | Chyskillz & Jam Master Jay                            |                                                                              | - «Ode to Billie Joe» by Lou Donaldson | 0:38         |
| 6  | «Atak Of Da Bal-Hedz»  | - Первый куплет: Sticky Fingaz - Второй куплет: Fredro Starr - Припев: Onyx - Третий куплет: Suave - Четвёртый куплет: Sticky Fingaz - Пятый куплет: Big DS - Припев: Onyx - Шестой куплет: Fredro Starr - Седьмой куплет: Suave - Восьмой куплет: Sticky Fingaz - Заключение: Onyx | Kool Tee                                              |                                                                              | - «FX & Scratches (Vol. 5)» by Simon Harris - «Follow the Leader» by Eric B. & Rakim - «Embarrassment / a Bed Time Book» by Monty Python - «Midnight Theme» by Manzel - «Blue Juice» by Jimmy McGriff - «Get Out of My Life, Woman» by Lee Dorsey - «Give It Away» by Red Hot Chili Peppers | 3:13         |
| 7  | «Da Mad Face Invasion» | - Fredro Starr, Sticky Fingaz | Chyskillz & Jam Master Jay                            | Chyskillz                                                                    | - «It’s a New Day» by Skull Snaps | 0:46         |
| 8  | «Blac Vagina Finda»    | - Вступление: Sticky Fingaz, Fredro Starr - Первый куплет: Big DS - Второй куплет: Sticky Fingaz - Припев: Sticky Fingaz, Fredro Starr - Третий куплет: Fredro Starr | Jam Master Jay & Chyskillz; Jeff Harris (co-producer) | Jam Master Jay & Chyskillz                                                   | - «Nautilus» and «Take Me to the Mardi Gras» by Bob James | 3:12         |
| 9  | «Da Bounca Nigga»      | - Big AL (a.k.a. The Bouncer), Fredro Starr, Suave | Jam Master Jay & Chyskillz                            |                                                                              | | 0:29         |
| 10 | «Nigga Bridges»        | - Вступление: Fredro Starr, Sticky Fingaz - Первый куплет: Fredro Starr - Припев: Onyx - Второй куплет: Suave - Третий куплет: Big DS - Fourth verse: Sticky Fingaz - Outro: Onyx                                                                                                   | Jam Master Jay & Jeff Harris; Chyskillz (co-producer) | Jam Master Jay & Chyskillz; Mac Gellenon (trumpet), Reggie Woods (saxophone) | - «Synthetic Substitution» by Melvin Bliss (Excerpt) | 4:12         |
| 11 | «Onyx Is Here»         | - First verse: Fredro Starr, Suave - Chorus: Onyx - Second verse: Fredro Starr, Suave - Third verse: Sticky Fingaz | Chyskillz & Jam Master Jay                            | Chyskillz                                                                    | | 3:03         |
| 12 | «Slam»                 | - Первый куплет: Fredro Starr - Припев: Onyx - Второй куплет: Suave - Третий куплет: Sticky Fingaz | Chyskillz & Jam Master Jay                            |                                                                              | - «The Champ» by The Mohawks - «Rich Kind of Poverty» by Sam & Dave | 3:38         |
| 13 | «Stik 'N' Muve»        | - Вступление: Onyx - Первый куплет: Suave - Второй куплет: Fredro Starr - Припев: Onyx - Третий куплет: Sticky Fingaz - Четвёртый куплет: Fredro Starr - Пятый куплет: Sticky Fingaz - Заключение: Fredro Starr                                                                     | Jeff Harris & Jam Master Jay; Chyskillz (co-producer) | Jam Master Jay, Chyskillz & Big Steve; Mac Gellenon (trumpet)                | - «Feel Like Making Love» by Bob James (Excerpt) - «London Bridge Is Falling Down» by Traditional Folk (1744) | 3:20         |
| 14 | «Bichasbootleguz»      | - Fredro Starr, Sticky Fingaz, Suave | Chyskillz & Jam Master Jay                            | Chyskillz                                                                    | | 0:27         |
| 15 | «Shifftee»             | - Первый куплет: Fredro Starr - Припев: Onyx - Второй куплет: Suave - Третий куплет: Sticky Fingaz - Заключение: Onyx | Chyskillz & Jam Master Jay                            | Chyskillz                                                                    | | 4:19         |
| 16 | «Phat ('N' All Dat)»   | - Первый куплет: Fredro Starr - Припев: Onyx - Второй куплет: Suave - Третий куплет: Sticky Fingaz - Outro: Onyx | Chyskillz                                             |                                                                              | - «Fat Boys» by Fat Boys | 3:17         |
| 17 | «Da Nex Niguz»         | - Вступление: Fredro Starr - Первый куплет: Sticky Fingaz - Второй куплет: Fredro Starr - Припев: Onyx - Третий куплет: Suave - Четвёртый куплет: Fredro Starr - Пятый куплет: Sticky Fingaz - Заключение: Onyx                                                                     | Kool Tee                                              |                                                                              | - «Fool Yourself» by Little Feat - «People Make the World Go Round» by Milt Jackson - «Feel Like A Nut» by Peter Paul Almond Joy & Mounds | 4:07         |
| 18 | «Getdafucout»          | - Вступление: Onyx - Заключение: Sticky Fingaz | Jam Master Jay & Chyskillz                            | Jam Master Jay & Chyskillz                                                   | - «Synthetic Substitution» by Melvin Bliss - «It’s a New Day» by Skull Snaps | 1:09         |

## Невошедший материал
- «Exercise» (1991)
- «Here 'N' Now» (demo) (1991)
- «Bacup» (radio edit for «Bacdafucup») (1991)
- «United States Ghetto» (The U.S.G.) (Prod. by Chyskillz & Jam Master Jay) (1992)
- «Wake Up Dead, Nigga» (a.k.a. Throw Ya Gunz) (feat. Tek-9) — Version 1 (with different chorus at the beginning) (1992)
- «Wake Up Dead, Nigga» (a.k.a. Throw Ya Gunz) (feat. Tek-9) — Version 2 (1992)
- «Stik 'N' Muve» (original version) (1991)

## Участники записи
- Оникс — исполнитель, вокал
- Фредро Старр — исполнитель, вокал
- Стики Фингаз — исполнитель, вокал
- Суаве — исполнитель, вокал
- Биг Ди эС — исполнитель, вокал
- Джейсон Майзелл — исполнительный продюсер, продюсер
- Рэнди Аллен — исполнительный продюсер
- Шайскиллз — продюсер
- Джефф Харрис — продюсер
- Джефф Троттер — исполнительный директор A&R / редактор / мастеринг
- Тони Доузи — мастеринг

## Награды и номинации
В 1994 году за альбом Bacdafucup группа Onyx была номинирована на премию «Любимый новый рэп/хип-хоп-артист» на церемонии American Music Awards, а также в пяти категориях на церемонии The Source Hip Hop Music Awards, и победила в номинации «Лучший рэп-альбом» на церемонии Soul Train Music Awards.
| Год  | Награда                         | Номинированная работа | Категория                          | Результат |
| ---- | ------------------------------- | --------------------- | ---------------------------------- | --------- |
| 1994 | American Music Awards           | Bacdafucup            | «Любимый новый рэп/хип-хоп-артист» | Номинация |
| 1994 | Soul Train Music Awards         | Bacdafucup            | «Лучший рэп-альбом»                | Победа    |
| 1994 | The Source Hip Hop Music Awards | Onyx                  | «Новая группа года»                | Номинация |
| 1994 | The Source Hip Hop Music Awards | Onyx                  | «Новый артист года»                | Номинация |
| 1994 | The Source Hip Hop Music Awards | Onyx                  | «Концертный исполнитель года»      | Номинация |
| 1994 | The Source Hip Hop Music Awards | «Slam»                | «Сингл года»                       | Номинация |
| 1994 | The Source Hip Hop Music Awards | Bacdafucup            | «Альбом года»                      | Номинация |

## Чарты

### Еженедельные чарты
| Чарт (1993)                             | Высшая позиция |
| --------------------------------------- | -------------- |
| UK Top 75                               | 59             |
| США (Billboard 200)                     | 17             |
| США (Billboard Top R&B/Hip-Hop Albums)  | 8              |
| Gavin Rap Retail Albums (Gavin Report)  | 2              |
| Retail Sales Albums (The Network Forty) | 11             |
| Top 100 Pop Albums (Cashbox)            | 18             |
| Top 75 R&B Albums (Cashbox)             | 7              |
| Top 30 Hip-Hop Albums (Cashbox)         | 3              |
| BRE Albums Chart (BRE Magazine)         | 22             |
| Германия (Offizielle Top 100)           | 88             |

### Итоговые годовые чарты
| Чарт (1993)                        | Позиция |
| ---------------------------------- | ------- |
| Billboard 200 (Billboard)          | 65      |
| Top R&B/Hip Hop Albums (Billboard) | 22      |
| Top 50 R&B Albums (Cashbox)        | 14      |

### Синглы
| Год  | Песня         | Позиции в чартах  | Позиции в чартах                 | Позиции в чартах | Позиции в чартах                   | Позиции в чартах        | Позиции в чартах | Позиции в чартах | Позиции в чартах |
| Год  | Песня         | Billboard Hot 100 | Hot R&B/Hip-Hop Singles & Tracks | Hot Rap Singles  | Hot Dance Music/Maxi-Singles Sales | Hot R&B/Hip-Hop Airplay | Radio Songs      | Rhythmic Top 40  | UK Top 40        |
| ---- | ------------- | ----------------- | -------------------------------- | ---------------- | ---------------------------------- | ----------------------- | ---------------- | ---------------- | ---------------- |
| 1993 | Throw Ya Gunz | 81                | 61                               | 1                | 24                                 |                         |                  |                  | 34               |
| 1993 | Slam          | 4                 | 11                               | 1                | 1                                  | 21                      | 23               | 9                | 31               |
| 1993 | Shifftee      | 92                | 52                               | 2                | 14                                 | 41                      |                  |                  |                  |

## Сертификации
| Регион | Сертификация | Продажи    |
| --- | ------------ | ---------- |
| США (RIAA) | Платиновый   | 1,000,000^ |
| * Данные о продажах приведены только на основе сертификации. ^ Данные о тиражах приведены только на основе сертификации. |              |            |